# Las infieles
Las infieles es una película de drama mexicana de 1953 escrita y dirigida por Alejandro Galindo, y protagonizada por Irasema Dilián, Armando Calvo, María Douglas, Emperatriz Carvajal, Rita Macedo, Rebeca Iturbide, Eva Martino, Martha Valdés y Prudencia Grifell.

## Argumento
Un círculo de mujeres comparte una estrecha amistad, la cual incluye confiarse entre sí sus infidelidades. La historia gira en torno al regreso de un antiguo amante que comparten en común, quien sufre un ataque al corazón al ser rechazado por una de ellas cuando esta trata de conquistar a un hombre opulento, y la lucha del personaje principal por mantenerse fiel.

## Reparto
- Irasema Dilián como Beatriz Valdés.
- Armando Calvo como Rafael.
- María Douglas como Constanzia.
- Emperatriz Carvajal como Emilia.
- Rita Macedo como Leticia.
- Rebeca Iturbide como Carmen.
- Eva Martino como Enriqueta.
- Martha Valdés como Consuelo (como Marta Valdez).
- Prudencia Grifell como Madre de Constanzia.
- Eduardo Alcaraz como Aurelio (no acreditado).
- Daniel Arroyo como Invitado a fiesta (no acreditado).
- Manuel Arvide como Pedro (no acreditado).
- Josefina Burgos como Empleada de salón de belleza (no acreditada).
- Rodolfo Calvo como Amante anciano de Enriqueta (no acreditado).
- Albert Carrier como Carlos (no acreditado).
- Rafael Estrada como Invitado a fiesta (no acreditado).
- Georgina González (no acreditada).
- Maruja Grifell como Dueña de salón de belleza (no acreditada).
- Ana María Hernández como Invitada a fiesta (no acreditada).
- Cecilia Leger como Monja (no acreditada).
- Fernando Luján como Luisito (no acreditado).
- Alicia Malvido como Empleada de salón de belleza (no acreditada).
- Concepción Martínez como Invitada a fiesta (no acreditada).
- Pepe Martínez como Mesero (no acreditado).
- Álvaro Matute como Roberto (no acreditado).
- Julio Monterde como Tito, invitado a fiesta (no acreditado).
- Salvador Quiroz como Dr. Reyes (no acreditado).
- Lina Regis como Rosa, empleada de salón de belleza (no acreditada).
- Carlos Robles Gil como Invitado a fiesta (no acreditado).
- Alta Mae Stone como Gringa en fiesta (no acreditada).
- Manuel Trejo Morales como Mario (no acreditado).
- Enrique Zambrano como Invitado a fiesta (no acreditado).
- Guillermo Álvarez Bianchi como Sacerdote (no acreditado).